# Edu Coimbra
Edu Coimbra (5 de febrer de 1947) és un futbolista brasiler. Va disputar 2 partits amb la selecció del Brasil.

## Estadístiques
| Selecció del Brasil | Selecció del Brasil | Selecció del Brasil |
| Anys                | Partits             | Gols                |
| ------------------- | ------------------- | ------------------- |
| 1967                | 2                   | 0                   |
| Total               | 2                   | 0                   |